# Pałac w Gębczycach
Pałac w Gębczycach – zabytkowy pałac wybudowany na początku XVII w. w Gębczycach jako renesansowy dwór. Obecnie budynek mieszkalny.

## Położenie
Pałac położony jest w Gębczycach – wsi w Polsce, w województwie dolnośląskim, w powiecie strzelińskim, w gminie Strzelin.